# АТ-Т

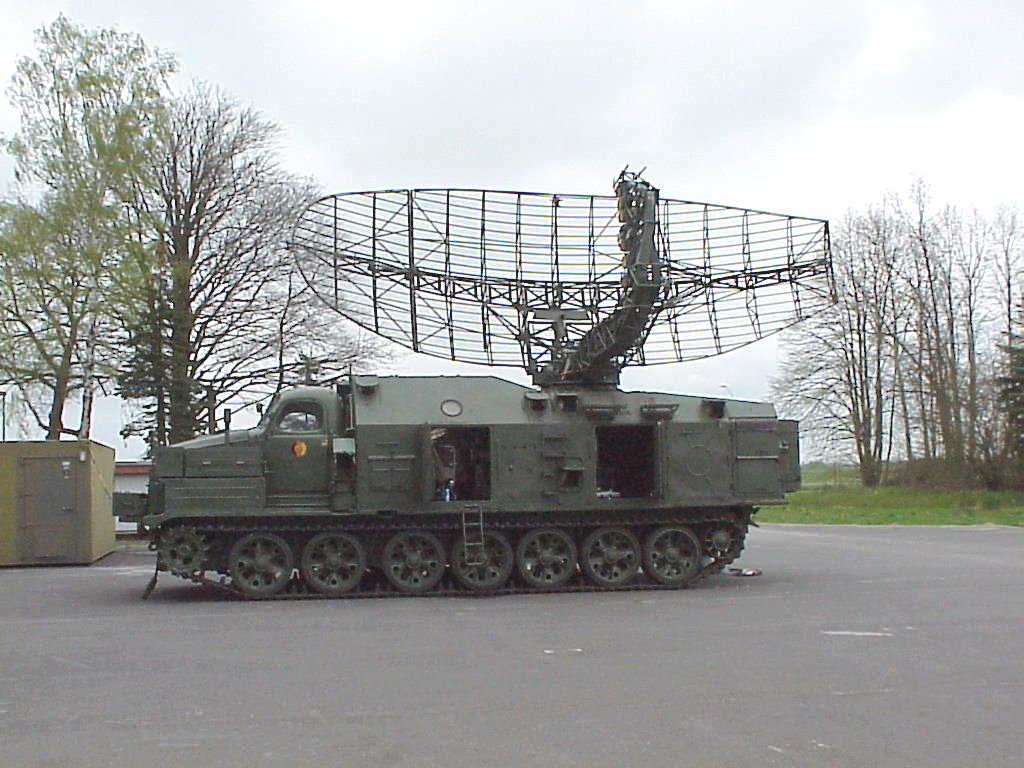
РЛС далекомір КО П-40 Народної Армії ГДР, фото 2007 року, на базі виробу 426 У.

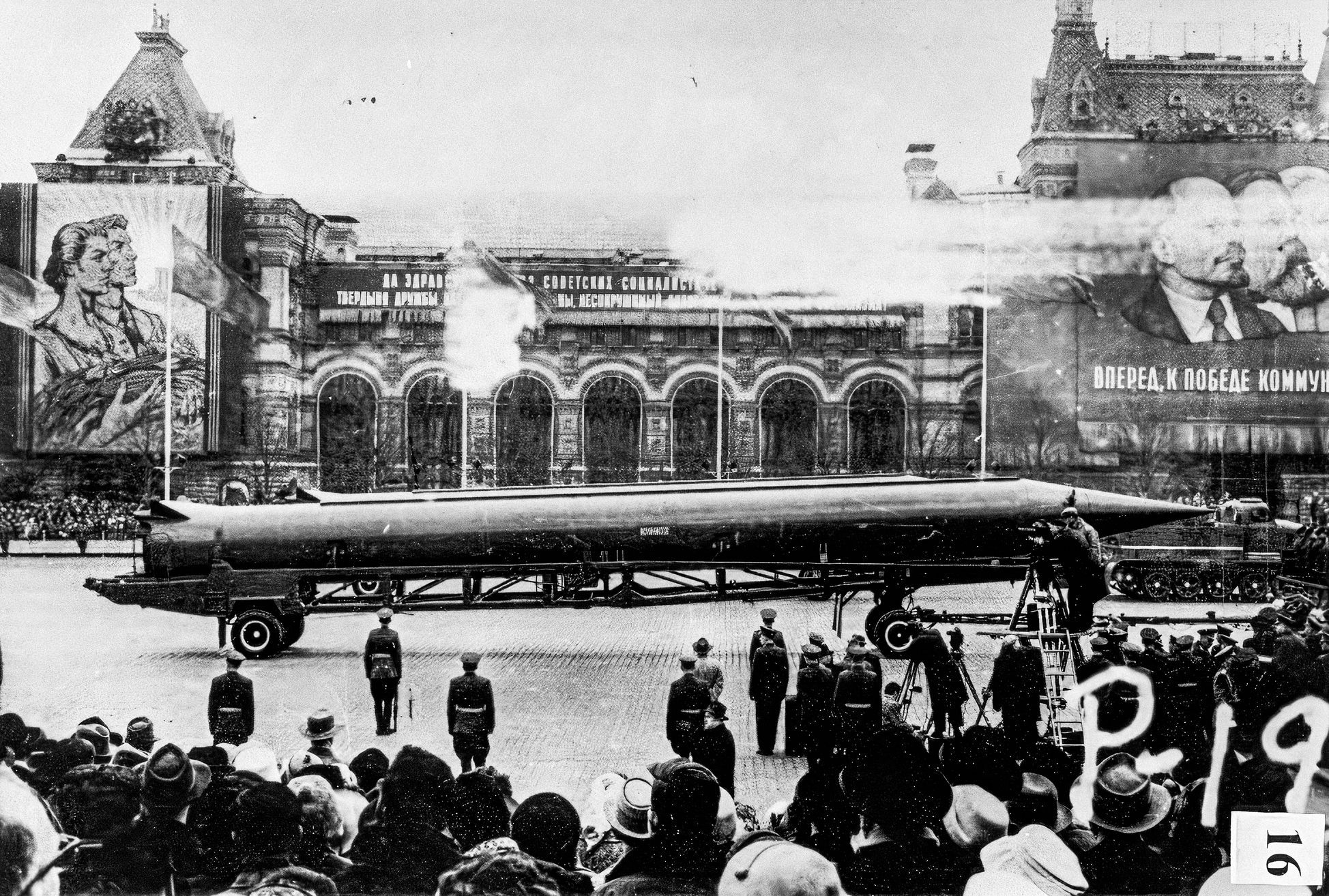
Воєнний парад, АТ-Т транспортує Р-12

АТ-Т (виріб «401»; аббр. АТ — артилерійський тягач, Т — важкий) — важкий артилерійський гусеничний неплаваючий тягач високої прохідності. Призначений для буксирування колісних, гусеничних і санних причепів, транспортування вантажу в кузові та витягування застряглих машин. Широко застосовувався для освоєння важкодоступних районів СРСР і Антарктиди. Створений з використанням елементів шасі танка Т-54. Серійне виробництво почалося в 1950 році. Елементи кабіни використані від кабіни вантажного автомобіля ЗІС-150/ЗІЛ-164, яку фактично розширили.

## Історія
У зв'язку з новими завданнями для артилерійських і ракетних систем у збройних силах СРСР, в післявоєнний період, для транспортування арт і ракетних систем та їх боєприпасів, в Союзі було затверджено програму з розробки важкого тягача, на основі новітнього танка післявоєнного покоління Т-54. До важкого транспортеру Головне автобронетанкове управління Міністерства оборони пред'явило такі вимоги:
- Буксирування арт і ракетних систем і причепів масою до 25 тонн (203-мм гаубиці Б-4, 130-мм зенітної гармати КС-30, гаубиць особливо великої потужності, ракетні комплекси 8К63) зі швидкістю до 35 кілометрів на годину в будь-яких кліматичних умовах СРСР;
- Вантажопідйомність платформи не менше 5 тонн;
- Наявність лебідки з тяговим зусиллям не нижче 25 тонн.
- Шасі тягача повинно мати можливість монтажу на ньому спецобладнання, для різних родів військ, із забезпеченням приводу його в дію;
- Використання в цивільних галузях.

Наприкінці 1947-го на заводі були виготовлені перші дослідні зразки «вироби 401». Для їх випробування здійснений пробіг за маршрутом Харків — Москва (Кубинка). Під час пробігу транспортер зарекомендував себе з хорошого боку як потужний, витривалий, рухливий, працездатний, з відмінними тяговими властивостями і зручний в експлуатації і польовому ремонті. Після порівняльних випробувань по комплексу показників «виріб 401» виявився найвдалішим серед усіх моделей важких артилерійських тягачів першого післявоєнного покоління. Його творці були відзначені  Сталінською премією в 1948 році за створення нового танка.

## Технічні характеристики
- Число місць в кабіні 4
- Кількість місць у кузові 16
- Маса причепа, кг 25 000
- Двигун А-401 (типу В-2) 415 к.с. 1850 об/хв
- Колія, мм 2640
- Середній питомий тиск на ґрунт з вантажем, кг/см ² 0,652
- Ширина траків гусениці, мм 500
- Запас ходу по шосе з причепом, км 1100
- Глибина подоланого броду, м 1,1
- Ширина подоланого рову, м 1,8
- Швидкість АТТ по шосе 35,5 км/год
- П'ятиступінчаста коробка передач
- Паливний насос НК-10210 кг/см
- Витрата палива на 100км 140л, масла 4л

## Техніка на базі АТ-Т
На базі АТ-Т випускалися різні інженерні машини: шляхопрокладчики — БАТ, БАТ-М (відвал, кран-балка), землерийні машини — БТМ, МДК-2. Також на його базі випускався всесвітньо відомий антарктичний тягач «Харків'янка».
- виріб 402 — спецтягач
- тягач РВСН ракетної системи 8К63
- установник РВСН ракетної системи 8К63
- виріб 405 — БАТ
- виріб 405 У — БАТ-1
- виріб 405 МУ — БАТ-1М
- виріб 404 — АТ-ТА
- виріб 404 С — «Харків'янка»
- виріб 409 — БТМ
- виріб 426 У — радіолокаційна станція «Круг».